# Lucius Quinctius Cincinnatus
Lucius Quinctius Cincinnatus was een Romeins veldheer, die in 458 v.Chr., toen Rome in een oorlog met de Aequi in grote moeilijkheden was komen te verkeren, tot dictator was benoemd. Volgens de overlevering zou hij al na zestien dagen zegevierend terugkeren uit de oorlog, om meteen weer zijn velden te gaan ploegen.
Deze mythe diende als verheerlijking van de oude deugden van de vroege Romeinse Republiek, in tegenstelling tot de decadente verwording in het veel rijkere Rome van de nadagen van de Republiek.
Na de Amerikaanse Onafhankelijkheidsoorlog werd er een "Gezelschap der Cincinnati ("Society of Cincinnati") opgericht van officieren die na afloop van de oorlog naar hun burgerbestaan waren teruggekeerd. De stad Cincinnati is naar deze vereniging vernoemd.

## Antieke bronnen
- Titus Livius, Ab Urbe condita III 26-29
- Dionysius van Halicarnassus, Ῥωμαϊκὴ Ἀρχαιολογία X 23-25.
- Publius Annius Florus, Epiltomae de Tito Livio bellorum omnium annorum DCC libri duo I 11.
- Sextus Aurelius Victor, De Viris Illustribus Romae 17.
- Eutropius, Breviarium ab Urbe condita I 17.